# Cratere Luzin
Luzin  è un cratere sulla superficie di Marte.